# Скаут (ракета)
Скаут (на английски: Scout – „разузнавач“) – семейство американски многостепенни ракети-носители, което включва ракетите Блу Скаут I, Блу Скаут II и Блу Скаут Джуниър. Най-мощната от тях е Блу Скаут II. Използвани са основно за извеждане на научно оборудване за метеорологични наблюдения и изследвания на ниска околоземна орбита.

## Блу Скаут II
Блу Скаут 2 (на английски: Blue Scout II) е твърдогоривна, четиристепенна ракета-носител, произведена от Воут за първата американска пилотирана космическа програма Мъркюри.

## Предназначение
Използвана е за носител в Програмата Мъркюри, за осъществяване на суборбитални космически полети с научна цел. Представлява четиристепенна ракета-носител с вертикален старт. Общо три старта са извършени от НАСА. Всички са осъществени от Стартовия комплекс 18 В на космодрума Кейп Канаверал, Флорида. Първите два полета са изпитателни и са успешни. Третият старт е най-важен за програмата Мъркюри и е даден на 1 ноември 1961 г. На 28 сек. от полета излиза от щатен режим двигателят на първата степен. 44 сек. след старта ракетата е унищожена по команда от Земята.

## Спецификация

### Размери
- Височина – 24 м.
- Диаметър – 1,02 м.
- Размах на стабилизаторите – 6,5 м.
- Маса – 16 874 кг.
- Брой степени – 4.
- Гориво – твърдо.

### Двигатели

#### За първа степен
- Един твърдогоривен Algol 1B с тяга 471 kN, специфичен импулс 236 сек. и време за работа 40 сек.

#### За втора степен
- Един твърдогоривен Castor 1A с тяга 286 kN, специфичен импулс 247 сек. и време за работа 27 сек.

#### За трета степен
- Един твърдогоривен Antares 1A с тяга 60 kN, специфичен импулс 256 сек. и време за работа 39 сек.

#### За четвърта степен
- Един твърдогоривен Altair 1A с тяга 14 kN, специфичен импулс 255 сек. и време за работа 40 сек.